# Odontorrhynchus variabilis
Odontorrhynchus variabilis är en orkidéart som beskrevs av Leslie Andrew Garay. Odontorrhynchus variabilis ingår i släktet Odontorrhynchus och familjen orkidéer. Inga underarter finns listade i Catalogue of Life.